# Miloslav Javurek
Miloslav Javurek est un joueur tchèque de volley-ball né le 28 octobre 1974 à Prague (Bohême-Centrale). Il mesure 2,04 m et joue central. Après 9 saisons passées au Beauvais OUC, il met un terme à sa carrière de joueur et devient manager général du club à l'aube de la saison 2011-2012.

## Clubs
| Club                       | Pays               | De        | À         |
| -------------------------- | ------------------ | --------- | --------- |
| Olymp Prague               | République tchèque | 1992-1993 | 1992-1993 |
| Jihostroj Ceske Budejovice | République tchèque | 1993-1994 | 1999-2000 |
| Maoam Mendig               | Allemagne          | 2000-2001 | 2001-2002 |
| Beauvais OUC               | France             | 2002-2003 | 2010-2011 |

## Palmarès
- Championnat de République tchèque (1)
  - Vainqueur : 2000
- Coupe de France (1)
  - Vainqueur : 2008
  - Finaliste : 2011
- Championnat de Tchécoslovaquie (1)
  - Vainqueur : 1993